# Flow, my tears

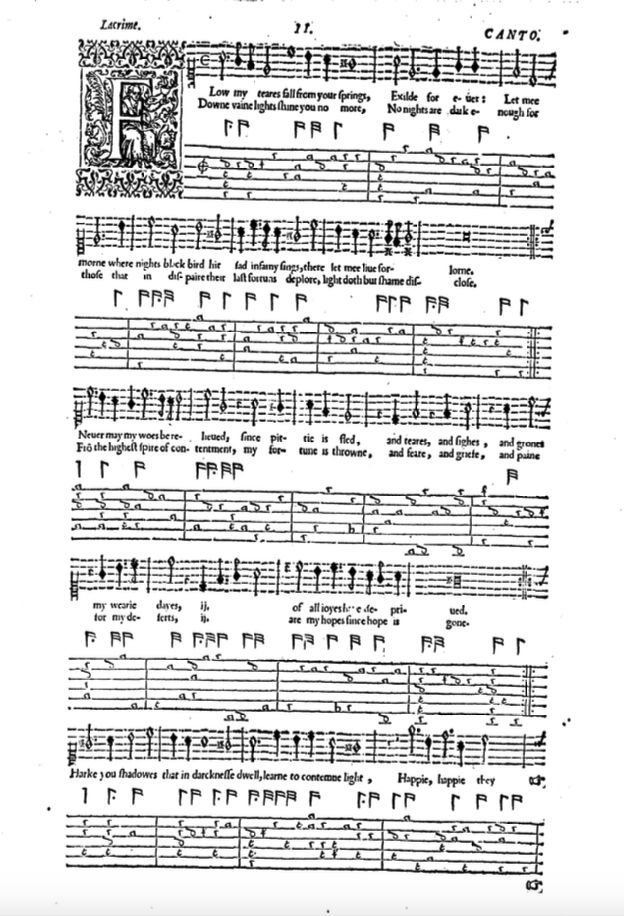
Flow, my tears, pour voix et luth, édition originale (1600).

 (juillet 2023).
La mise en forme du texte ne suit pas les recommandations de Wikipédia : il faut le « wikifier ».
Les points d'amélioration suivants sont les cas les plus fréquents. Le détail des points à revoir est peut-être précisé sur la page de discussion.
- Les titres sont pré-formatés par le logiciel. Ils ne sont ni en capitales, ni en gras.
- Le texte ne doit pas être écrit en capitales (les noms de famille non plus), ni en gras, ni en italique, ni en « petit »…
- Le gras n'est utilisé que pour surligner le titre de l'article dans l'introduction, une seule fois.
- L'italique est rarement utilisé : mots en langue étrangère, titres d'œuvres, noms de bateaux, etc.
- Les citations ne sont pas en italique mais en corps de texte normal. Elles sont entourées par des guillemets français : « et ».
- Les listes à puces sont à éviter, des paragraphes rédigés étant largement préférés. Les tableaux sont à réserver à la présentation de données structurées (résultats, etc.).
- Les appels de note de bas de page (petits chiffres en exposant, introduits par l'outil «  Source ») sont à placer entre la fin de phrase et le point final[comme ça].
- Les liens internes (vers d'autres articles de Wikipédia) sont à choisir avec parcimonie. Créez des liens vers des articles approfondissant le sujet. Les termes génériques sans rapport avec le sujet sont à éviter, ainsi que les répétitions de liens vers un même terme.
- Les liens externes sont à placer uniquement dans une section « Liens externes », à la fin de l'article. Ces liens sont à choisir avec parcimonie suivant les règles définies. Si un lien sert de source à l'article, son insertion dans le texte est à faire par les notes de bas de page.
- La présentation des références doit suivre les conventions bibliographiques. Il est recommandé d'utiliser les modèles {{Ouvrage}}, {{Chapitre}}, {{Article}}, {{Lien web}} et/ou {{Bibliographie}}. Le mode d'édition visuel peut mettre en forme automatiquement les références.
- Insérer une infobox (cadre d'informations à droite) n'est pas obligatoire pour parachever la mise en page.

Pour une aide détaillée, merci de consulter Aide:Wikification.
Si vous pensez que ces points ont été résolus, vous pouvez retirer ce bandeau et améliorer la mise en forme d'un autre article.
Flow, my tears (nom original : Flow my teares fall from your springs) est une chanson avec luth (un ayre) du luthiste et compositeur John Dowland, publiée en 1600. Composé à l'origine comme pièce instrumentale pour luth sous le nom de Lachrimae pavane en 1596, c'est l'ayre le plus célèbre de Dowland et est devenu son œuvre signature, aussi bien littéralement que métaphoriquement : il signait parfois son nom « Jo: dolandi de Lachrimae ».

## Description
Comme d'autres chansons avec luth de Dowland, la forme musicale et le style de la pièce sont celles d'une danse, en l'occurrence une pavane. Elle a été publiée pour la première fois dans The Second Booke of Songs ou Ayres de 2, 4 et 5 parties (Londres, 1600). La chanson commence par le "motif des larmes", quatre notes descendantes sur le texte "Flow, my tears". Il peut avoir été emprunté à un motet de Roland de Lassus ou à un madrigal de Luca Marenzio (ce type de motif était courant dans la musique élisabéthaine pour signifier le chagrin), en plus d'autres emprunts dans la pièce. Pour Anthony Boden, elle est "probablement la chanson anglaise la plus connue du début du 17e siècle".

## Variantes
Il y a eu de nombreuses versions instrumentales de cette chanson, la plupart intitulées Lachrimae (ou "Lachrymae", littéralement "larmes"). La version instrumentale a été écrite en premier sous le nom de Lachrimae pavane en 1596 et des paroles ont ensuite été ajoutées. On pense que le texte a été écrit spécifiquement pour la musique et peut avoir été écrit par Dowland lui-même. Le musicologue anglais Peter Holman affirme que la première pavane de Lachrimae (appelée Lachrimae Antiquae ou les "Larmes antiques") est "peut-être la pièce instrumentale la plus populaire et la plus largement distribuée de l'époque". Selon Holman, il existe dans environ 100 manuscrits et impressions à travers l'Europe, y compris l'Angleterre, l'Écosse, les Pays-Bas, la France, l'Allemagne, l'Autriche, le Danemark, la Suède et l'Italie, dans différents arrangements pour ensemble et solo.
Les Lachrimae ont tendance à être beaucoup plus abstraites que la musique ultérieure (à partir de la musique baroque) et il n'y a pas de version "officielle" ou "définitive" de cette pièce. Dowland et ses contemporains auraient joué leurs propres versions de manière semi-improvisée, comme les musiciens de jazz d'aujourd'hui. Holman soutient que la popularité des Lachrimae provient de leur richesse mélodique et motivique. D'autres compositeurs anglais de l'époque ne produisent généralement qu'une ou deux idées par oeuvre, complétées ensuite avec une écriture contrapuntique terne et vague. En revanche, les Lachrimae de Dowland fournissent une variété d'idées mélodiques étonnantes et, en outre, étroitement et subtilement interconnectées.
Les versions instrumentales de Dowland incluent Lachrimae pour luth, Galliard to Lachrimae pour luth et Lachrimae antiquae (1604) pour consort. Dowland a également publié Lachrimae, ou Seaven Teares (Londres, 1604), une collection de musique de consort comprenant un cycle de sept pavanes Lachrimae basées sur le "motif des larmes". Thomas Morley a écrit un Lachrimae Pauin pour les six instruments d'un consort brisé dans son First Booke of Consort Lessons (Londres, 1599).
D'autres compositeurs ont écrit des pièces inspirées de cette œuvre, notamment Jan Pieterszoon Sweelinck, Thomas Tomkins et Tobias Hume (What Greater Griefe). Eyes, look no more de John Danyel rend clairement un hommage au morceau, ainsi que Weep, o mine eyes de John Bennet.
Au 20e siècle, la compositrice et chef d'orchestre américaine Victoria Bond a écrit Old New Borrowed Blues (Variations on Flow my Tears). Benjamin Britten cite l'incipit de "Flow, my tears" dans son Lachrymae pour alto, un ensemble de variations sur l'ayre de Dowland "Si mes plaintes pouvaient émouvoir les passions".

## Paroles
| Texte original | Texte français |
| --- | --- |
| Flow, my tears fall from your springs, Exiled for ever: Let me morne Where night's black bird her sad infamy sings, There let me live for lorn. Down vain lights shine you no more, No nights are dark enough for those That in despair their last fortunes deplore, Light doth but shame disclose. Never may my woes be relieved, Since pity is fled, And tears, and sighs, and groans my weary days, My weary days of all joys have deprived. From the highest spire of contentment, My fortune is throwne, And feare, and grief, and pain for my deserts, For my deserts are my hopes since hope is gone. Hark you shadows that in darcknesse dwell, Learn to contemn light, Happy, happy they that in hell Feel not the world's despite. | Coulez mes larmes, tombez de vos sources ! Exilé à jamais : laissez-moi me plaindre ; Là où l'oiseau noir de la nuit chante sa triste infamie, Laissez-moi vivre dans la solitude. Éteignez-vous, vaines lumières, ne brillez plus sur moi ! Nulle nuit ne peut être assez sombre pour ceux Qui pleurent leur fortune perdue dans le désespoir. La lumière ne révèle que la honte. Jamais mes douleurs ne s’apaiseront, Car la pitié a fui, Et les larmes, les soupirs et les gémissements Ont dépouillé mes jours privés de toute joie. Du plus haut sommet du contentement, Ma fortune a été jetée bas ; Et la peur et l’affliction et la peine sont mon lot Et mes espoirs, puisque l’espoir est parti. Écoutez, ombres qui vous mouvez dans l’obscurité, Apprenez à mépriser la lumière Heureux, heureux ceux qui en enfer Ne ressentent pas le dépit de ce monde. |

## Dans la culture populaire
Les lignes 8 à 10 sont citées dans le roman de 1974 de Philip K. Dick Flow My Tears, the Policeman Said, dont le titre est également une allusion à la chanson.

### Biographie
- Peter Holman, Dowland : Lachrimae (1604), Cambridge University Press, 1999, 120 p. (ISBN 0-521-58829-4, DOI 10.1017/CBO9780511605666, lire en ligne)
- David Greer, Air (2), Grove Music Online, n.d.
- (en) Anthony Boden, Thomas Tomkins : The Last Elizabethan, Aldershot, England, Ashgate Publishing, 2005, 373 p. (ISBN 0-7546-5118-5)
- Dowland, John. Second Booke of Songs or Ayres (1600) Facsimile edition of the original manuscript M2DOW
- Roberts, « For the home keyboardist », Early Music, vol. 34, no 2,‎ mai 2006, p. 311–313 (DOI 10.1093/em/cal015)
- (en) John Caldwell, The Oxford History of English Music : Volume 1 : From the Beginnings to c.1715, Oxford, Oxford University Press, 1991, 691 p. (ISBN 0-19-816129-8)
- David Scott et David Greer, John Danyel, Grove Music Online, n.d.
- David Brown, John Bennet (i), Grove Music Online, n.d.

- Sam di Bonaventura, Barbara Jepson et Adrienne Fried Block, Victoria Bond, Grove Music Online, n.d.